# Extrait de levure

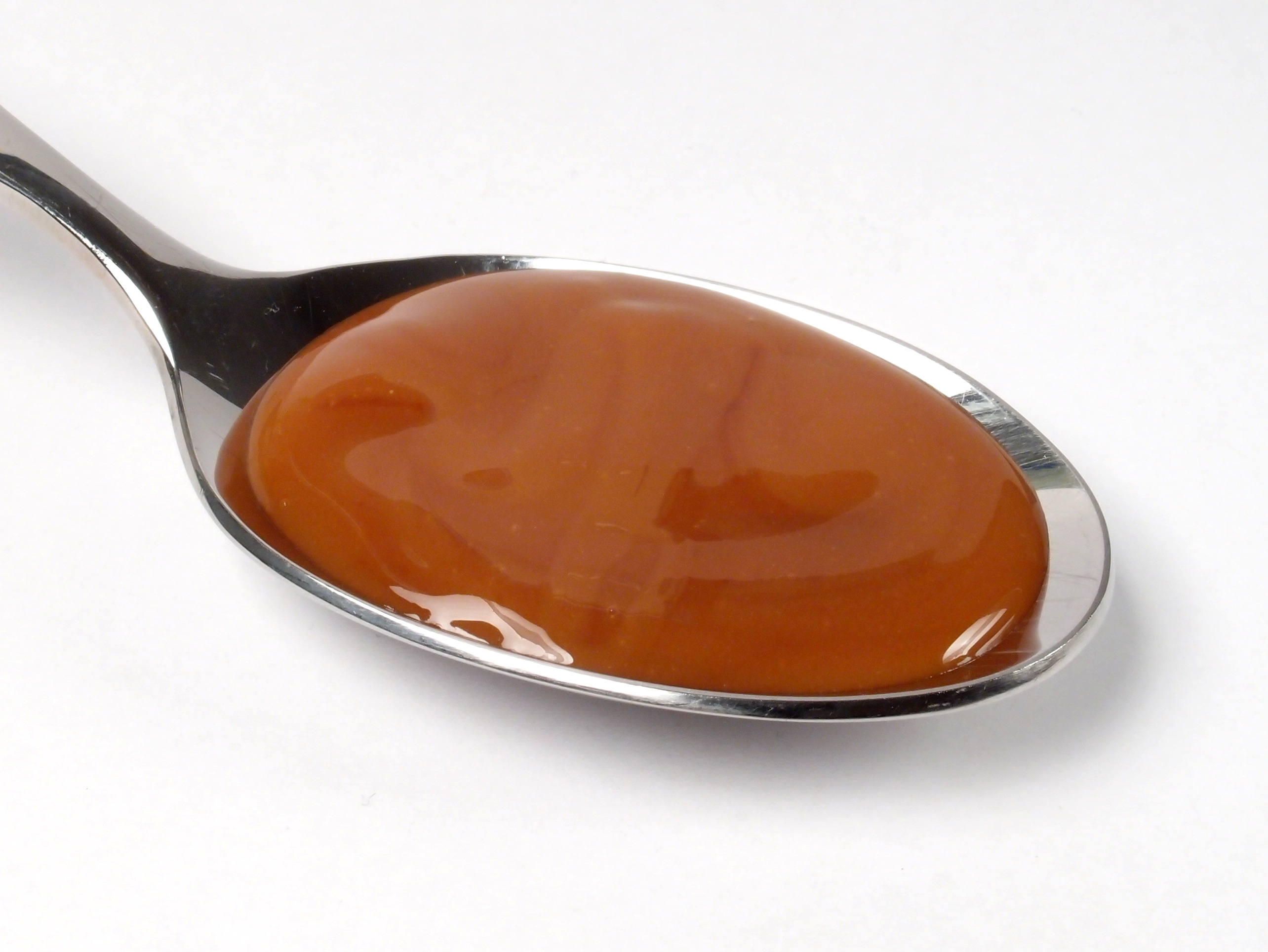
Extrait de levure visqueux.

L'extrait de levure est le terme général utilisé pour désigner les différentes formes de levure transformée en retirant le contenu des cellules. L'extrait de levure est souvent utilisé pour créer des saveurs agréables et apporter un goût umami. Les extraits de levure et les aliments fermentés contiennent de l'acide glutamique qui, en solution avec des ions sodium, forme du glutamate monosodique (GMS). Étant donné les controverses sur le GMS, les fabricants de produits alimentaires utilisent de l'extrait de levure comme exhausteur de goût pour éviter de devoir indiquer « GMS » ou « glutamate monosodique » dans les ingrédients.

## Utilisation
Parmi les aliments contenant de l'extrait de levure, on retrouve :
- les cubes de bouillon
- le Cenovis, la Marmite et la Vegemite
- les chips Tyrrells, Lays, Pringles [réf. nécessaire]
- les plats en sauce chez les traiteurs asiatiques [réf. nécessaire]